# Saint-Pierre (Belgique)
Pour les articles homonymes, voir Saint-Pierre.
Saint-Pierre, en forme longue Saint-Pierre-en-Ardenne, est une section de la commune belge de Libramont-Chevigny située en Région wallonne dans la province de Luxembourg. Le village est situé à environ 1,5 km au sud de Libramont.
C'était une commune à part entière avant la fusion des communes de 1977.
Saint-Pierre abrite une église avec tour romane entourée de son ancien cimetière. Par le passé, le village a notamment accueilli le domaine du « val du roi », un ermitage et une tannerie. Il était un centre religieux de la région. La salle du village accueille le club de tennis de table de Lamouline. La Vierre, un affluent de la Semois, prend sa source dans les environs.

## Évolution démographique
- Source: DGS, 1831 à 1970=recensements population, 1976= habitants au 31 décembre
- 1900: Scission de Libramont en 1899

## Histoire

### Chemin de fer et scission de Libramont
La Grande compagnie du Luxembourg inaugure la section Grupont - Arlon (passant par Libramont), de sa ligne de Bruxelles à Sterpenich et frontière avec le Luxembourg, le 8 novembre 1858. La première circulation d'un train d'essais ayant eu lieu le 17 octobre 1858. La première gare, sans doute en bois, est établie au village de Libramont dépendant de la commune de Saint-Pierre.
La municipalité de Saint-Pierre, indisposé par les dépenses occasionnées par la présence du chemin de fer et de la gare de Libramont, dépose le 1er octobre 1896 une plainte officielle auprès du Conseil provincial du Luxembourg. Cette démarche est à l'origine de la loi du 30 juillet 1899 faisant de Libramont une commune à part entière par scission du territoire de Saint-Pierre.

## Personnalités
- Étienne Willem, auteur de bande dessinée belge (1972-2024) y meurt.